# マールィグム
マールィグム,マーリグム（ロシア語 :Малый ГУМ）は、ロシア極東沿海州の州都・ウラジオストクにある商業施設。

## 概要
マールィ(マーリ)とはロシア語で小さいという意味。ウラジオストクの中心部のスヴェトランスカヤ通りにあり、2012年にボリショイグムの新館としてオープンしたウラジオストクの商業施設である。世界的有名ブランドの服や、宝石、時計、アクセサリー、ＲＯＹＣＥなどの高級菓子店が入店しており、5階と6階にはカフェやレストラン、スロットマシンとボウリング場がある。